# Vol TAROM 371
Le vol TAROM 371 est un vol international régulier entre l'aéroport de Bucarest-Henri-Coandă, en Roumanie, et l'aéroport de Bruxelles, en Belgique, assuré par un Airbus A310 qui s'est écrasé près de Balotești, le 31 mars 1995, peu après le décollage. On ne compte aucun survivant parmi les 60 passagers et membres d'équipage présents à bord. 
L'enquête sur l'accident a révélé qu'un dysfonctionnement de l'automanette a conduit à le réduction de la puissance du moteur gauche pendant la montée, jusqu'à le faire passer sur ralenti. Pendant ce temps, le commandant de bord a été victime d'incapacité (possiblement du à une crise cardiaque), laissant alors le copilote agir instinctivement, au cours des 60 dernières secondes du vol, en fonction de sa formation et de son expérience ; mais comme il a passé la majeure partie de sa carrière aux commandes d'appareils de fabrication soviétique, qui utilise un type d'horizon artificiel (ADI) différent de celui de l'A310, il a été incapable de réagir correctement à la situation.
En Roumanie, cet accident aérien, qui est le plus meurtrier de l'histoire du pays, ainsi que le pire impliquant un appareil de la Tarom, est connue comme étant l'accident de Balotesti (Accidentul de la Balotești).

## Avion et équipage

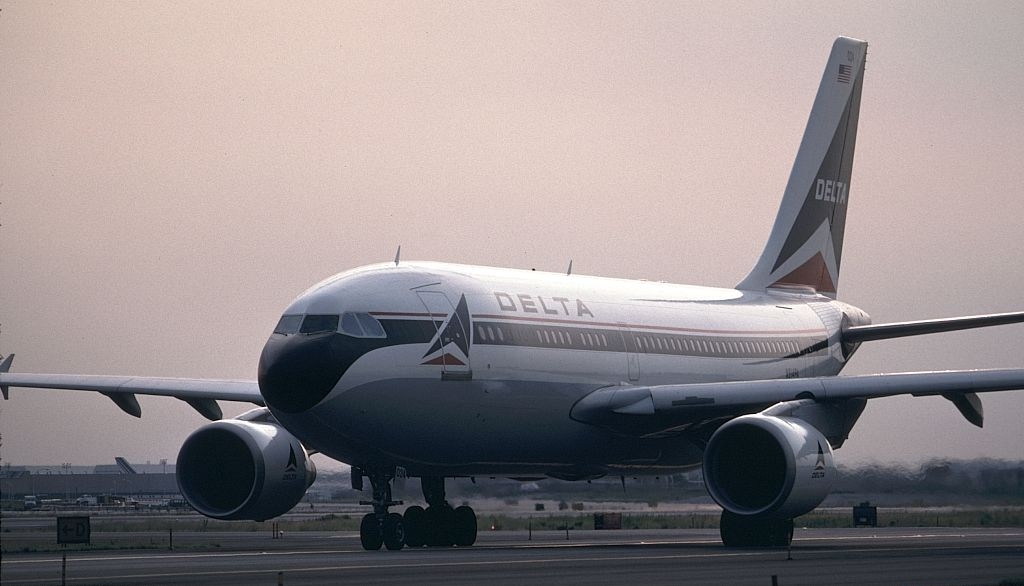
L'appareil impliqué dans l'accident (N814PA), alors en service pour Delta Air Lines.

L'appareil impliqué est un Airbus A310-324 immatriculé YR-LCC (numéro de série 450) et nommé « Muntenia » d'après l'une des régions historiques de la Roumanie, la Munténie. Il a effectué son premier vol en 1987 et a d'abord été livré à Pan American World Airways (Pan Am) en août de la même année (immatriculé N814PA et nommé Clipper Liberty Bell). À la suite de la faillite de Pan Am en 1991, l'avion a été transféré chez Delta Air Lines en gardant la même immatriculation. Puis, Tarom a racheté l'avion et l'a reçu en avril 1994, où il a été réenregistré YR-LCC. Il est propulsé par deux moteurs Pratt & Whitney PW4152 et totalise 31 092 heures de vol et 6 216 cycles de vol (décollage/atterrissage). Son certificat de navigabilité a été délivré le 13 avril 1994.
Le commandant de bord est Liviu Bătănoiu (48 ans). Il totalise 14 312 heures de vol, dont 1 735 heures sur Airbus A310. Il a été diplômé de l'École d'aviation militaire Aurel Vlaicu en 1969. Sa dernière formation sur simulateur d'A310 a eu lieu le 12 novembre 1994, dans une installation de Swissair à Zurich, en Suisse.
Le copilote est Ionel Stoi (51 ans). Il totalise 8 988 heures de vol, dont 650 heures sur A310. Il a également été diplômé de l'École d'aviation militaire Aurel Vlaicu en 1968. Sa dernière formation sur simulateur sur ce type d'avion remonte au 21 septembre 1994, effectuée également à Zurich.

## Déroulement du vol
Le vol 371 a décollé à 9 h 06, heure locale, de la piste 08R, avec le copilote Stoi en tant que pilote aux commandes. L'équipage était alors au courant d'une anomalie préexistante au niveau des manettes de poussée, le commandant Bătănoiu déclarant qu'il garderait le contrôle des manettes de gaz pendant la montée. Stoi lui a ensuite demandé de rétracter les volets et les becs de bord d'attaque. Bătănoiu a alors rétracté les volets, mais n'a pas rétracter les becs. Remarquant cela, Stoi demanda au commandant ce qui n'allait pas. après qu'il a dit au copilote qu'il se sentait mal, il s'est mis à gémir puis s'est tu, ayant apparemment perdu connaissance. 
Pour aggraver les choses, la manette des gaz du moteur gauche est revenu au ralenti, alors que celle du moteur droit reste à la puissance de montée, ce qui a entraîné une poussée asymétrique. Pire encore, la vitesse de l'avion a commencé à diminuer et l'avion s'est fortement incliné vers la gauche. Préoccupé par la perte de connaissance du commandant, Stoi n'a pas remarqué le roulis à gauche qui augmentait rapidement.
À 9 h 08, heure locale, l'asymétrie de poussée des moteurs atteint sa valeur maximale, et l'A310 s'incline désormais fortement vers la gauche, à un angle de 45°. L'enregistreur de paramètres de vol (FDR) a enregistré une tentative d'engagement du pilote automatique et une réduction continue de la poussée des réacteurs. Une seconde plus tard, le pilote automatique s'est désengagé via un avertissement sonore, et l'avion a commencé à perdre rapidement de l'altitude. Le vol 371 a commencé à plonger vers le sol ; l'A310 continuant de prendre du roulis, alors que sa vitesse continuait d'augmenter, jusqu'à effectué une rotation complète autour de son axe longitudinal.
Le vol 371 s'écrase dans un champ près de Balotești, avec une assiette à piquer de 61° et une vitesse de 324 nœuds (600 km/h), seulement 89 secondes après le décollage. L'A310 a été complètement détruit lors de l'impact avec le sol, tuant sur le coup les 49 passagers et 11 membres d'équipage présents à bord.
La tour de contrôle de l'aéroport de Bucarest a tenté de contacter le vol 371, mais en vain. La tour a alors demandé à un autre avion volant à proximité de contacter l'équipage, tout en demandant au régulateur de vol de la compagnie aérienne de contacter également le vol 371. Après que la perte de contact avec l'avion a été confirmé, la tour de contrôle de Bucarest a alors donné l'alerte. Les équipes de recherche et de secours ont ensuite découvert le lieu de l'accident, situé dans un champ à 3 km de l'aéroport. L'appareil a été pulvérisé par la violence de l'impact, laissant un cratère de 6 m de profondeur dans le sol.

## Victimes
| Nationalité | Passagers | Équipage | Total |
| ----------- | --------- | -------- | ----- |
| Belgique    | 32        | 0        | 32    |
| Roumanie    | 9         | 11       | 20    |
| États-Unis  | 3         | 0        | 3     |
| Espagne     | 2         | 0        | 2     |
| France      | 1         | 0        | 1     |
| Pays-Bas    | 1         | 0        | 1     |
| Thaïlande   | 1         | 0        | 1     |
| Total       | 49        | 11       | 60    |

Les familles des victimes ont bénéficié d'une aide psychosociale fournie par l'équipe débutante de la Croix-Rouge de Belgique. Cette aide s'étendit à une visite inaugurale de la stèle sur le sol roumain.

## Enquête
Les enquêteurs ont découvert qu'il y avait un problème avec l'automanette (ATS), qui contrôle la puissance des moteurs de l'avion. Lors de l'examen du carnet de bord de l'appareil, ils ont découvert que, pendant la phase de montée suivant le décollage, la puissance du moteur no 1, situé sur l'aile gauche, avait tendance à revenir au ralenti lors du passage de la puissance de décollage à la puissance de montée. Après une opération de maintenance effectuée par l'équipe au sol, le dysfonctionnement ne s'est plus reproduit avant le 16 mars 1995. Toutefois, l'équipe au sol a mis en garde contre le risque de réapparition de cette défaillance. D'après l'historique de l'aéronef obtenu auprès de la FAA, un dysfonctionnement similaire avait été signalé lors de son exploitation chez Delta Air Lines. La compagnie aérienne a alors exécuté les mêmes actions que Tarom.
Airbus Industrie était également au courant du dysfonctionnement de l'automanette. Ce défaut peut entraîner le blocage des deux manettes et la déconnexion de l’ATS, ou bien le passage de l'une des manettes sur ralenti, tandis que l’autre reste au-dessus de la puissance de montée, sans déconnexion de l’ATS. Au moment de l'accident, le manuel d'utilisation (FCOM) publié par Airbus Industrie n'incluait pas les procédures permettant de faire face à cette anomalie. Toutefois, le FCOM publié par Tarom et Swissair incluait ces procédures.
Fait tragique, également pendant la montée, les enquêteurs pensent que le commandant de bord n'était plus capable de piloter l'avion, victime une crise cardiaque, d'une syncope ou d'un malaise, pour des raisons qui sont difficiles à déterminer, ce qui a amené le copilote à ne plus faire attention à la dangereuse inclinaison de l'appareil.
Ainsi, alors qu'il est en plein virage à gauche, l'éventuelle perte de connaissance du commandant combinée à la poussée asymétrique a amené l'A310 à s'incliner de plus en plus sur la gauche, et à perdre rapidement de l'altitude, jusqu'à ce que l'appareil commence à plonger, en accélérant, vers le sol. L'inexpérience du copilote, alors seul aux commandes, avec l'horizon artificiel (ADI), de style occidental, de l'avion et l'épaisse couverture nuageuse présente ce jour-là l'ont amené à ne pas savoir dans quelle direction l'avion s'inclinait et à ne pas appliquer suffisamment de mesures correctives pour effectuer une récupération avant l'impact avec le sol.

## Médias
L'accident a fait l'objet d'un épisode dans la série télé Air Crash nommé « Catastrophe à Bucarest » (saison 19 - épisode 6).